# 炎と剣
『炎と剣』（ほのおとけん、Prince Valiant）は、1954年のアメリカ合衆国の冒険映画。
ヘンリー・ハサウェイ監督。アーサー王とヴァイキングをモチーフに描いたハル・フォスターの漫画の映画化。

## ストーリー
時は6世紀。北欧を治めるアグア王はスリガン率いるヴァイキングの侵攻を受け、王妃と王子ヴァリアントと共に、アーサー王支配下にあるイギリスに逃れた。
ヴァリアントは父の命により、アーサー王の円卓の騎士となるため、アーサー王のもとに向かい、ガウェイン卿のもとで修業に励む。彼はやがて、アーサー王の王位の座を狙う黒騎士なる人物の存在を知る。
ある日、ヴァリアントは黒騎士の手下と思われる兵士たちに襲われ、重傷を負う。彼はルーク王の王女アレタ姫に救われた。やがてヴァリアントはアレタ姫と恋仲になっていく。
ヴァリアントはガウェイン卿もまた襲われたと知り、黒騎士はアーサー王と腹違いの兄弟のブラック卿ではないかと疑う。

## キャスト
- ブラック卿 - ジェームズ・メイソン（吹替：仁内達之）
- アレタ姫 - ジャネット・リー（吹替：池田昌子）
- ヴァリアント王子 - ロバート・ワグナー（吹替：富山敬）
- アイリーン姫 - デブラ・パジェット（吹替：杉山佳寿子）
- ガウェイン卿 - スターリング・ヘイドン（吹替：納谷悟朗）
- ボルター - ヴィクター・マクラグレン
- アグア王 - ドナルド・クリスプ
- アーサー王 - ブライアン・エイハーン（英語版）
- ルーク王 - バリー・ジョーンズ（英語版）
- 王妃 - メアリー・フィリップス（英語版）
- ケイ卿 - トム・コンウェイ（英語版）
- スリガン - プリモ・カルネラ
- ランスロット卿 - ドン・メゴワン（英語版）
- ガラハッド卿 - リチャード・ウェッブ（英語版）
- ヴァイキング - ネヴィル・ブランド
- ナレーター - マイケル・レニー